# 克魯波克魯

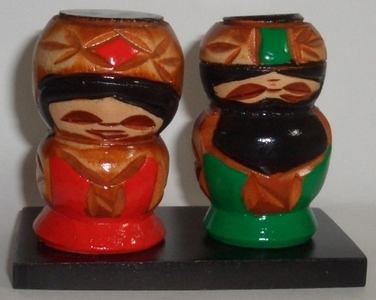
克魯波克木雕人形

克魯波克魯（日语：/koropokkuru，阿伊努語：/korpokkur，或譯作地精）是阿伊努傳說中的小人，在阿伊努语中，該詞一般理解為是蕗叶下的人（日本稱蜂斗菜為「蕗/フキ」）。
小人的傳說在北海道、南千島、樺太等地廣為流傳，其叫法亦因地域而異。

## 傳說
傳說的內容因地而異，不過大體如下：

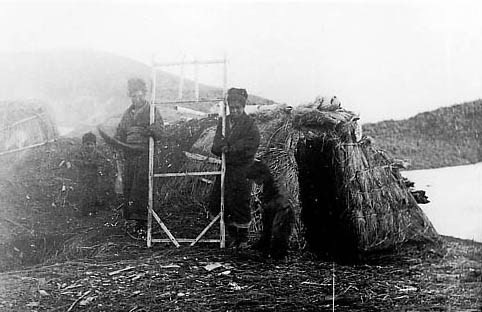
千島阿伊努與豎井式住居

|  | 早在阿伊努在這片土地定居前，克魯波克魯族就在這裡居住了，他們背脊很低，行動敏捷，巧于漁業，又居住於豎井中，覆以蕗葉修葺的屋頂。 他們對阿伊努人很友好，以鹿、魚等獵物相贈，與阿伊努人交換物品，但他們不喜歡自己的樣子被看到，故易物要在夜晚從窗口悄悄進行。 有一天，一個阿伊努年輕人為了看到克魯波克魯人的樣子，伺其送入贈物之時，將克魯波克魯人的手抓住，拉入屋內，發現是一位美麗的婦人，手背上還有刺青（一說阿伊努夫人之刺青即源於此）。 克魯波克魯被青年的無禮行為激怒了，舉族離開，去了北邊大海的彼岸。後來，阿伊努族的人們再也沒有見到克魯波克魯人的身影。現在散佈于土地四處的豎井，以及從地下掘出的石器和土器，證明着他們曾經住在這裏。 |

傳說的因地而異，另有「克魯波克魯人是懶漢，阿伊努人給他們食物」「克魯波克魯手上的刺青係因怕捉到的阿伊努人被奪還而為，原本是阿伊努人的習俗」等變體。
十勝地方遺留的傳說認為，克魯波克魯受阿伊努人迫害，故而離開了這片土地，離開時咒罵道「トカップチ」（水枯魚腐之意），這是地名之由来；有趣的是，姑且不論這個傳說是真是假，十勝地方卻是日本的「糧倉」之一，十勝地方的自給率甚至高達100%。

## 本體
这种人分布于现在阿伊努人生活的地方，坪井正五郎相信他们就是绳文人。
考古学者瀨川拓郎發現克魯波克魯人「交易時避免接觸對方（沉默交易）」、「居住於豎穴式住居住」、「製造、使用土器，為尋找陶土而出入其他地方」等事例與居住於北千島的阿伊努人的習俗與共通，而克魯波克魯傳說從北海道傳到樺太、南千島，唯獨沒有傳到北千島，故提倡「克魯波克魯的正體是北千島的阿伊努人」之說。然而，北千島的阿伊努人與北海道阿伊努人、和人並無顯著的体格差。